# Astragalus daqingshanicus
Astragalus daqingshanicus är en ärtväxtart som beskrevs av Z.G.Jiang och Z.T.Yin. Astragalus daqingshanicus ingår i släktet vedlar, och familjen ärtväxter. Inga underarter finns listade i Catalogue of Life.